# Tionontati Indijanci
Tionontati ili Petun (Tobacco Nation, Tobacco Indians; Duhanski narod, Duhanski Indijanci), pleme američkih Indijanaca iz grupe Hurona, jezična porodica Iroquoian, naseljeno dolaskom Francuza 1616., južno od zaljeva Nottawasaga u Ontariju u današnjim okruzima Grey i Simcoe. Francuzi su ove Indijance nazvali  'Gens du Petun'  ili  'Duhanski narod' , zbog velikih polja duhana kojeg su uzgajali, a Englezi ovaj naziv kasnije prevode u Tobacco Nation. Nakon što su Irokezi uništili Hurone (1648. – 1649.), mnoge hjuronske izbjeglice, točnije Attignawantani, traže zaštitu među Tionontatima. Ovo je povod da 1649. Irokezi napadnu i Duhanski narod. Ostatci duhanskog i medvjeđeg naroda (Attignawantana), izbjegoše u područje jugozapadno od jezera Superior. Oko 1670. ( po Sultzmanu oko 1650.) oba plemena su u Mackinacu, gdje će se uskoro pretopiti u jedno pleme koje će postat poznato kao Wyandot. Godine 1990. u Sjedinjenim Državama bilo je 2,500 Wyandota. 

## Sela
Ehouae (dvije misije: St. Pierre i St. Paul), Ekarenniondi (St. Matthieu), Etarita (St. Jean), St. Andre, St. Barthelemy, St. Jacques, St. Jacques et St. Philippe, St. Simon et St. Jude i St. Thomas.

## Populacija
Populacija prije kontakta (1616.) iznosila je oko 8,000. Nakon niza epidemija 1630.-tih godina preostalo ih je (1640.) svega 3,000 u devet sela. 

## Kultura
Kultura Duhanskog naroda pripada Istočnim šumama, i gotovo je u svakom pogledu slična hjuronskoj. Ovo pleme etnički pripada hjuronskoj grani Irokeza ali je politički nezavisno jer nisu nikad postali članovi hjuronskog saveza Wendat. 
Tionontati su najpoznatiji po velikim poljima duhana, po čemu razlikuju od ostalih Hurona, i koji je uzgajan zbog trgovine s ostalim plemenima. Od ostalih kultura uzgajali su kukuruz, grah i suncokret.

## Vanjske poveznice
- Tionontati Indian Tribe History
- Tionontati History
- Tobacco Nation  Arhivirana inačica izvorne stranice od 1. listopada 2005. (Wayback Machine)
- `Petun' And The Petuns  Arhivirana inačica izvorne stranice od 17. rujna 2007. (Wayback Machine)